# Doodle God

Doodle God — це відеогра-головоломка, розроблена JoyBits і спочатку випущена для iOS і Adobe Flash. Вона була випущена приблизно в той самий час, що й інша подібна браузерна гра Little Alchemy, обидві з яких поділяють геймплей, натхненний грою для DOS Alchemy 1997 року.

## Ігровий процес
Діючи як Doodle God, гравець повинен комбінувати доступні елементи, щоб отримати доступ до нових елементів. Комбінації можуть бути як фізичними (наприклад, поєднання води та лави для отримання пари та каменю), так і метафоричними (наприклад, поєднання води та вогню для отримання алкоголю). Гра починається лише з чотирьох класичних елементів (вогню, води, повітря та землі) і зосереджується на відкритті 115 елементів у 14 категоріях. Якщо гравець застряг, підказка доступна кожні кілька хвилин. 

## Рецепція
Doodle God отримав нагороду Weekly Users' Choice на веб-ігровому порталі Newgrounds.  Гра стала комерційно успішною та стала флагманською серією ігор JoyBits, що має продовження та поділки, такі як Doodle Devil, Doodle Kingdom, Doodle Creatures, Doodle Tanks і Doodle Farm.